# Expunere la radiații ionizante
Expunerea la radiații ionizante este o măsură a ionizării aerului datorată radiațiilor ionizante a fotonilor, adică radiații gamma și X și se definește ca sarcina electrică eliberată de o astfel de radiație într-un volum specific de aer împărțităă la masa aerului respectiv. 
Unitatea de expunere SI este coulombul pe kilogram (C/kg), care a înlocuit în mare măsură röntgenul (R). Un röntgen este egal cu 0.000258 C/kg; o expunere de un coulomb pe kilogram este echivalentă cu 3876 röntgeni. 
Ca măsură a detrimentului cauzat de expunerea la radiații, expunerea a fost înlocuită de conceptul de doză absorbită, care ia în considerare caracteristica de absorbție a materialului țintă. 

## Conversia între expunere și doza absorbită
Doza absorbită reprezintă mărimea medie a energiei radiației ionizante transmisă unității de masă. Pentru un câmp de radiații dat, doza absorbită va depinde de tipul de materie care absoarbe radiația. De exemplu, pentru o expunere de 1 röntgen de radiații gama cu o energie de 1 MeV, doza în aer va fi de 0,877 rad, doza în apă va fi 0,975 rad, doza în siliciu va fi 0,877 rad și doza în țesutul uman mediu va fi de 1 rad. Există tabele care prezintă conversia  dintre expunere și dozei pentru aceste patru materiale, pentru radiații gama de diferite energii.

## Constante pentru debitul de expunere
Câmpul cu radiații gama poate fi caracterizat de debitul de expunere (exprimat în röntgen pe oră). Pentru o sursă punctuală, debitul de expunere va fi liniar proporțional cu activitatea sursei și invers proporțională cu pătratul distanței 
F = Γ × α / r 2
unde F este debitul de expunere, r este distanța, α este activitatea sursei și Γ este constanta debitului de expunere, care depinde de radionuclidul utilizat ca sursă de iradiere gama. 
Mai jos este un tabel al constantelor debitului de expunere pentru diferiți radionuclizii, exprimate în röntgen  pe oră pentru o anumită activitate (în milicurie) la o distanță exprimată în centimetri.
| radionuclide              | Rata de expunere constantă |
| ------------------------- | -------------------------- |
| cobalt-60                 | 12,838                     |
| molibden-99               | 1,03                       |
| technețiu-99m (6 ore)     | 0,720                      |
| argint-110m (250 de zile) | 14,9                       |
| cesiu-137                 | 3,400                      |
| radiu-226                 | 8,25                       |